# Ministère de l'Intérieur (Italie)
Le ministère de l'Intérieur (en italien, il Ministero dell'Interno) est un département ministériel  du gouvernement italien, chargé de la sécurité, des territoires et des services civils nationaux.

## Histoire

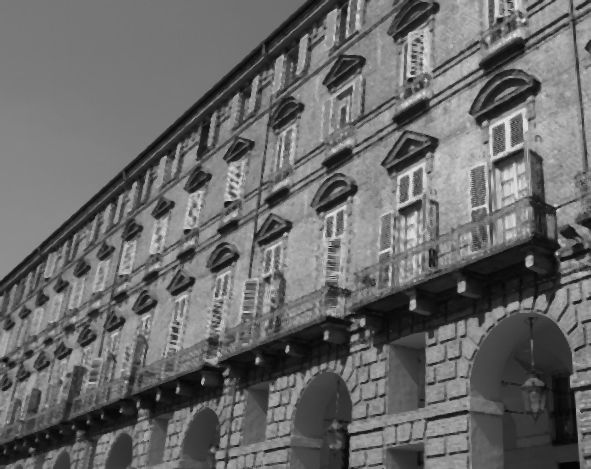
Palazzo delle Segreterie à Turin, premier siège du ministère de l'intérieur de l'État italien (jusqu'en 1865) ; aujourd'hui, c'est le siège de la préfecture.

Le ministère de l'intérieur est l'un des plus anciens départements du gouvernement du royaume de Sardaigne. Elle a traversé presque sans dommage l'accroissement considérable des fonctions assumées après l'unification de l'Italie, à partir de 1861 du nouvel État. Compte tenu de l'absence de toute mention du chef de gouvernement dans le Statuto Albertino, le ministère a été caractérisé dès le départ par sa prééminence sur la présidence du Conseil. Pendant la construction de l'État unitaire, le ministère de l'intérieur représente un modèle fortement centralisé avec une accentuation progressive des pouvoirs centraux, comme le souhaitaient les premiers hommes d'État piémontais afin de renforcer un système étatique alors considéré comme trop bigarré. Avec le ministère des finances, le ministère de l'intérieur était l'un des piliers sur lesquels reposait l'unité nationale italienne.
Les fonctions du ministère étaient alignées sur celles du système français des préfets, le siège provincial étant l'autorité émanant directement du gouvernement. Les pouvoirs du préfet sont la conséquence de la volonté du gouvernement de l'époque, représenté par la droite libérale historique, d'unifier l'Italie. C'est le ministre Ricasoli qui, en 1861, avec les "décrets d'octobre", pose la première pierre d'une centralisation marquée. Dans les premières décennies de l'unification italienne, les préfectures ont assuré un contrôle strict des réalités locales, représentant également les demandes auprès du gouvernement central. Les préfets étaient souvent les seuls bureaux périphériques présents dans diverses régions d'Italie.

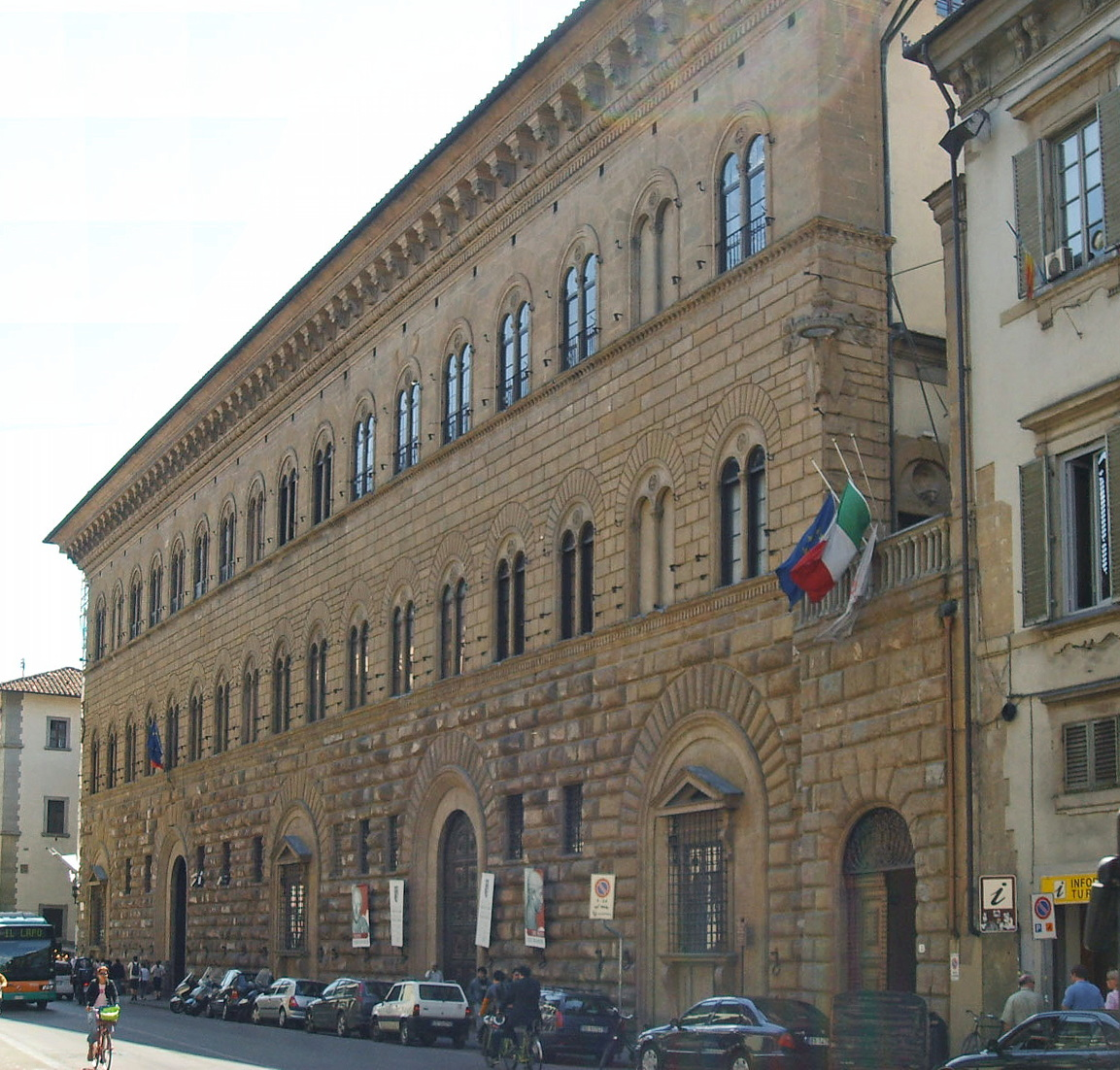
Palazzo Medici-Riccardi à Florence, siège du ministère de l'intérieur de 1865 à 1871 ; aujourd'hui siège de la province de Florence.

Le ministère a été réorganisé en 1870 par le ministre Lanza, puis en 1874 et 1877, en tant que premier gouvernement de gauche du parti libéral. Dans ces années-là, le ministère a repris les fonctions de la police, divisée en police légale, c'est-à-dire la sécurité publique et les pénitenciers, et en police sociale, c'est-à-dire les bureaux de santé publique, qui dépendaient alors de cet organisme. Vers la fin du XIXe siècle, le ministre Crispi renforce le ministère et les préfectures. Au cours des années suivantes, le ministre Antonio di Rudinì a décentralisé certaines fonctions, confiant aux préfectures diverses compétences qui relevaient auparavant du ministère.
Avec Giolitti, le ministère devient l'instrument clé de son action politique. Un contrôle vigilant et strict a été exercé sur les municipalités et les provinces, notamment en ce qui concerne la protection de l'ordre public. Dans le secteur de la santé, un effort a été fait pour rationaliser les lois sanitaires de 1913 avec le "code sanitaire", TU. Sur le plan social, les préfets ont été utilisés dans la difficile tâche de médiation des conflits du travail ou des conditions des travailleurs, en collaborant avec l'Office gouvernemental de l'emploi, ou pour la municipalisation de services essentiels tels que les tramways, les réseaux d'éclairage, les jardins d'enfants, etc. Là aussi, les tâches et l'administration elle-même se sont accrues.
Avec la guerre mondiale de 1915-1918, bien que les tâches ordinaires de sécurité, d'ordre public et de santé aient été traitées en temps de guerre, la structure générale n'a pas été modifiée. Peu de choses ont changé sous le fascisme. Le seul changement est qu'avec la loi n° 1601 du 3 décembre 1922, la Direction générale des prisons et des maisons de correction passe au ministère de la Grâce, de la Justice et des Cultes. Mussolini le garde généralement pour lui, mais le ministère perd progressivement son rôle de premier plan dans l'appareil administratif de l'État.

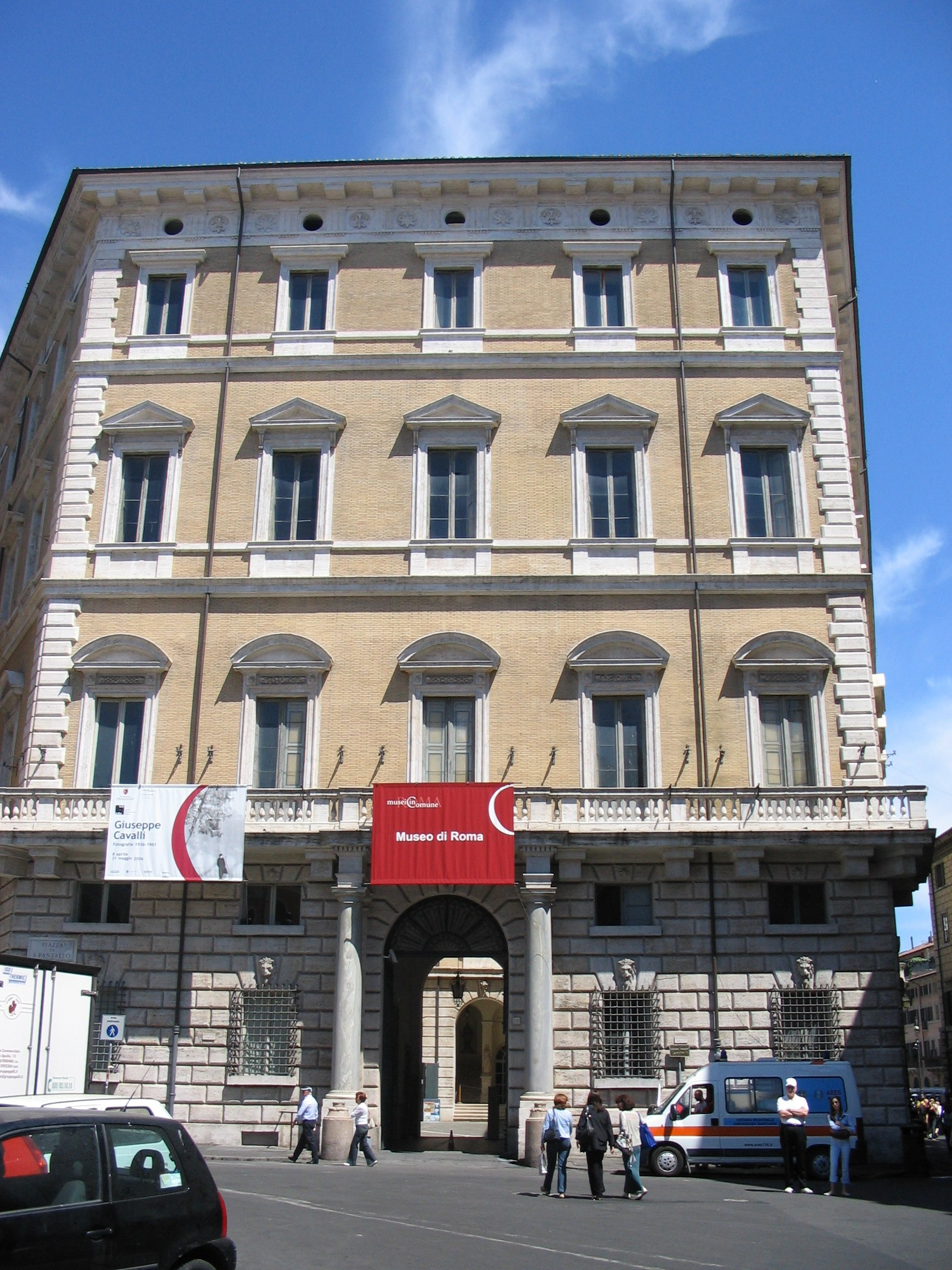
Palazzo Braschi à Rome, siège du ministère de l'intérieur de 1871 à 1925 ; aujourd'hui un musée.

En 1931, le ministère se voit confier la direction générale du Fonds des cultes et du Fonds de la charité et de la religion de la ville de Rome, ainsi que la direction générale des affaires des cultes, qui faisait auparavant partie du ministère de la Grâce et de la Justice. Ces bureaux relèvent toujours du ministère de l'Intérieur.
Avec la chute du fascisme, le changement institutionnel et la naissance de la République, le ministère de l'intérieur a connu une évolution. Le thème principal était la création des Régions dans les années 1970 et le transfert progressif des compétences.
Le rôle du ministère a également été modifié, ou plutôt son rôle, déjà souligné par Giovanni Giolitti quelques décennies auparavant, a été revisité. En fait, son rôle en matière de protection sociale a été renforcé et, avec le ministère du travail, il a assumé le rôle clé des politiques d'aide sociale, en assurant le soutien des catégories socialement faibles et en garantissant les interventions en cas de catastrophe : pensez aux pensions d'invalidité encore fournies par le ministère de l'intérieur, ainsi qu'aux anciennes directions de l'assistance publique et des services civils.
L'important domaine de la santé publique (Direction générale de la santé publique, qui, en vertu du décret du Lieutenant 417/45, avait été nommée Commission supérieure d'hygiène et de santé publique placée sous la présidence du Conseil) a été supprimé du ministère en 1958 avec la création du ministère de la Santé. La même chose s'est produite en 1974 avec la création du ministère du patrimoine culturel et environnemental, à laquelle le ministère de l'intérieur a contribué en transférant les archives d'État. Dans les années 1980, le département de la protection civile a été créé, dirigé par un ministre sans portefeuille, mais basé sur l'organisation du ministère.
Au fil du temps, la structure centrale du ministère a été réorganisée et le nombre de directions générales a été ramené de 7 à 5. En outre, la loi n° 121/1981 a réformé la police d'État, transformant la direction générale de la sécurité publique en un département, anticipant ainsi la future structure départementale.
Avec la réforme Bassanini des années 1990, le processus de réorganisation globale du système administratif et du ministère a été mis en œuvre. En particulier, le décret législatif n° 300/1999 a prévu sa réorganisation en départements. En outre, l'organisation des préfectures, désormais appelées préfectures-bureaux du gouvernement territorial, a été réformée. Avec l'achèvement de la réforme, le ministère a désormais une mission d'administration "générale", en tant que lien entre le centre et la périphérie, en particulier pour la protection des fonctions fondamentales et la sécurité des citoyens.

## Siège social
Le ministère de l'intérieur a son siège à Rome dans le palais du Viminal depuis 1925. Jusqu'alors, le ministère, ainsi que la présidence du Conseil des ministres, avaient leur siège au palais Braschi. Le Viminale a été commandé en 1911 par Giolitti à l'architecte Manfredo Manfredi, conçu spécifiquement comme un siège ayant des fonctions gouvernementales. Il a été officiellement inauguré le 9 juillet 1925. Le palais du Viminal, dans ses 5 étages, compte des centaines de pièces, reliées par une série d'itinéraires qui se croisent. On notera l'imposante entrée à trois arches du Palazzo della Presidenza, le grand escalier du Palazzo degli Uffici, la salle du Conseil des ministres et le hall d'entrée du grand escalier du piano nobile avec ses fines décorations en bois, marbre et stuc.
En 1961, le siège du bureau du Premier ministre a été séparé de celui du ministère de l'Intérieur et déplacé au palais Chigi, où il se trouve encore aujourd'hui.

## Compétences
Le ministère de l'Intérieur du gouvernement italien est chargé de la mise en œuvre de la politique nationale républicaine, dont ses principales fonctions sont régies par le décret-loi du 30 juillet 1999, no 300, afin d'assurer: 
- la création des collectivités locales et leur fonction, la réglementation des finances locales et des services électoraux, la supervision de l'état civil, le registre et les activités en collaboration avec les autorités locales.
- la protection de l'ordre et la sécurité publique et la coordination des forces de police.
- l'administration générale et de la représentation générale du gouvernement sur le territoire.
- la protection des droits civils, y compris ceux des confessions religieuses, de la citoyenneté, l'immigration et l'asile politique.

Il est également membre du Conseil suprême de la défense.
Actuellement, ses tâches sont régies par les décrets présidentiels n° 676 du 5 juin 1976 et n° 398 du 7 septembre 2001.
Le ministre de l'intérieur est également une autorité de sécurité publique, conformément à l'article 1 de la loi n° 121 du 1er avril 1981.

## Organisation
Les bureaux du ministère de l'intérieur peuvent être classés comme suit
- En fonction de la compétence territoriale :
  - Bureaux centraux : situés au siège du ministère à Rome, ils ont compétence sur l'ensemble du territoire national, pour les matières attribuées à chacun d'eux.
  - Bureaux périphériques : situés au niveau local, avec une compétence limitée à un territoire spécifique (district), comprenant, par exemple, les préfectures, les quartiers généraux des pompiers provinciaux et les quartiers généraux de la police.
- En fonction de l'étendue de leurs pouvoirs :
  - Services généraux : ils exercent des activités couvrant l'ensemble des domaines de compétence du ministère.
  - Bureaux spéciaux : ils n'ont qu'un nombre limité de compétences, dans le cadre des pouvoirs de l'administration de l'intérieur.

Le ministère charge le personnel de l'administration civile de l'intérieur - employé par le département des politiques du personnel de l'administration civile et pour les ressources instrumentales et financières - de tâches administratives, également de haut profil professionnel. Ce personnel est composé d'environ 20 000 employés répartis en différentes qualifications (auxiliaires, assistants, fonctionnaires et cadres) et avec différentes spécialisations.

### Classification des bureaux

#### Bureaux centraux
Au niveau central, le ministère est organisé selon les dispositions du décret présidentiel n° 398 du 7 septembre 2001, qui a fusionné les anciennes directions générales en cinq départements, tel que modifié par le décret présidentiel n° 210 du 24 novembre 2009, contenant des dispositions relatives à l'organisation des bureaux centraux du ministère. 210 sur les dispositions relatives à l'organisation des bureaux centraux de niveau de direction générale du Ministère de l'Intérieur et au personnel de l'administration civile de l'Intérieur, pour l'application de l'article 1, paragraphes 404-416, de la loi du 27 décembre 2006, n° 296 et de l'article 74 du décret-loi du 25 juin 2008, n° 112, converti par la loi du 6 août 2008, n° 133, dans GURI n° 22 du 28 janvier 2010, :
- Département des affaires intérieures et territoriales, divisé en 4 directions centrales :
  - Direction centrale des bureaux du gouvernement territorial et des autonomies
  - Direction centrale des services électoraux
  - Direction centrale des finances locales
  - Direction centrale des services démographiques

- Département des libertés civiles et de l'immigration, subdivisé en 6 directions centrales
  - Direction centrale des politiques d'immigration et d'asile
  - Direction centrale des services civils pour l'immigration et l'asile
  - Direction centrale des droits civils, de la citoyenneté et des minorités
  - Direction centrale des affaires religieuses
  - Direction centrale de l'administration du Fonds des bâtiments religieux
  - Direction centrale des affaires générales et de la gestion des ressources financières et instrumentales

- Département de la sécurité publique (police d'État), divisé en 13 directions centrales
  - Direction centrale des affaires générales de la police d'État
  - Direction centrale de la police criminelle
  - Direction centrale de la police de prévention
  - Direction centrale de l'immigration et de la police des frontières
  - Direction centrale de la police des routes, des chemins de fer et des communications et des unités spéciales de la police d'État.
  - Direction centrale des ressources humaines
  - Direction centrale des établissements d'enseignement
  - Direction centrale de la santé
  - Direction centrale des services technico-logistiques et de la gestion des actifs
  - Direction centrale des services comptables
  - École secondaire de police
  - Direction des enquêtes anti-mafia - DIA
  - Direction centrale des services anti-drogue
  - Direction centrale de la police criminelle
  - École supérieure des forces de police

- Département des pompiers, du sauvetage public et de la protection civile, divisé en 9 directions centrales
  - Direction centrale de l'urgence, du sauvetage technique et de la lutte contre les incendies de forêt
  - Direction centrale de la prévention et de la sécurité technique
  - Direction centrale de la défense civile et des politiques de protection civile
  - Direction centrale de la formation
  - Direction centrale des ressources humaines
  - Direction centrale de la logistique et des ressources instrumentales
  - Direction centrale des ressources financières
  - Direction centrale des affaires générales
  - Bureau central d'inspection

- Département des politiques du personnel de l'administration civile et des ressources instrumentales et financières, divisé en 2 directions centrales :
  - Direction centrale des ressources humaines
  - Direction centrale des ressources financières et instrumentales
  - École supérieure de l'administration intérieure - SSAI
  - Bureau des systèmes d'information automatisés - USIA
  - Inspection générale de l'administration - IGA

L'activité de contrôle administratif est confiée au service de contrôle interne, qui évalue l'action administrative par rapport aux orientations politiques.

#### Bureaux périphériques
Le ministère de l'intérieur est structuré de manière assez complexe au niveau territorial, en raison de ses missions de représentation politique du gouvernement et d'ordre public. Voici les principaux bureaux
- Les 103 préfectures - bureaux du gouvernement territorial[5], qui sont les bureaux représentatifs du gouvernement dans chaque province avec un statut ordinaire, qui exercent une action propulsive d'orientation et de médiation sociale ainsi que d'intervention et de collaboration, également dans le respect des autonomies locales. Dans le Trentin-Haut-Adige, ils sont remplacés par des commissariats du gouvernement, organes chargés de coordonner les activités de l'État sur le territoire, mais pas de contrôler les autorités locales, conformément au statut d'autonomie des deux provinces autonomes de Trente et de Bolzano. Dans le Val d'Aoste, en revanche, il n'existe pas d'organe décentralisé, toutes les fonctions préfectorales ayant été transférées au Président de la Région par le décret du Lieutenant Général n° 545 de 1945.
- Les 105 Questuras dépendent directement du ministère de la Sécurité publique et ont pour mission de garantir l'exécution, la direction et l'organisation de toutes les activités de la police d'État dans la province. Dans les quartiers des grandes villes et des petites municipalités, les Questuras sont divisées en postes de police.
- Les 20 directions régionales des sapeurs-pompiers pour le secours public et la protection civile, créées pour assurer les missions du corps national des sapeurs-pompiers au niveau régional avec des fonctions de coordination.
- Les 113 commandements provinciaux des sapeurs-pompiers, créés au niveau provincial, sont le bras opérationnel des sapeurs-pompiers. Ceux-ci sont subdivisés en districts, en détachements permanents et volontaires et en postes de surveillance, qui dépendent des commandements provinciaux. Il existe également des départements et des unités spéciales pour des activités opérationnelles particulières qui nécessitent l'utilisation de personnel spécialement formé, ainsi que d'équipements ou d'animaux spéciaux.

## Organismes et corps dépendants

### Corps préfectoral

Insigne du corps préfectoral.

Insigne d'identification pour les gestionnaires de la zone 1 de l'administration civile de l'intérieur.

Le corps préfectoral est rattaché au ministère de l'intérieur et constitue sa direction civile, avec pour mission la représentation générale du gouvernement sur le territoire national ; le personnage principal du corps préfectoral est le préfet. Aux côtés du corps préfectoral (composé d'environ 1 500 conseillers, sous-préfets, sous-préfets et préfets) se trouvent les gestionnaires contractuels de la zone 1.

### Police d'État
La police d'État, en tant que corps civil doté d'un régime spécial, est subordonnée au ministre de l'intérieur et a pour mission la sécurité publique et la gestion de l'ordre public. Le chef de la police, qui est un préfet, assume le rôle de chef du département de la sécurité publique. La police d'État compte environ 100 000 membres.

### Pompiers
Le Corps national des sapeurs-pompiers, également placé sous l'autorité directe du ministre de l'Intérieur, est un organisme civil qui a pour missions la protection civile, le service public de secours et la prévention et l'extinction des incendies sur l'ensemble du territoire national. Il y a environ 32 000 pompiers.

### Secrétaires municipaux et provinciaux
La catégorie des secrétaires municipaux et provinciaux est employée par le ministère de l'intérieur depuis 1928. En 1997, avec la loi n° 127 du 15 mai 1997 (dite loi Bassanini-bis), les secrétaires ont été inscrits sur un registre professionnel public spécial, initialement géré par une Agence autonome pour la gestion du registre des secrétaires municipaux (AGES). Toutefois, avec la loi n° 122 du 30 juillet 2010, l'Agence a été supprimée et le registre est désormais géré directement par le ministère de l'Intérieur. Dans la première application, elle est gérée par une unité de mission et les structures encore en activité de l'ancienne agence, en attendant le classement définitif de la fonction parmi les offices ministériels.

## Organismes contrôlés
Le ministère de l'intérieur supervise les organes suivants :
- Institut des œuvres laïques palatines des Pouilles (Istituto opere laiche palatine pugliesi), une institution d'étude dans le domaine social
- Fonds d'assistance pour le personnel de la police d'État (Fondo di assistenza per il personale della Polizia di Stato), organisme de soutien à la sécurité sociale pour le personnel de la police d'État.

Jusqu'en 2011, elle supervisait l'Institut national de bienfaisance Vittorio Emanuele III (Istituto nazionale di beneficenza Vittorio Emanuele III), une organisation active dans le domaine de la charité pour les anciens officiers, désormais supervisée par le ministère de la défense..

## Ministre
Le ministre de l'Intérieur est le responsable des services et compétences dévolus à son portefeuille.
Matteo Piantedosi dirige ce ministère depuis la mise en place du gouvernement Meloni en octobre 2022.
- Liste des ministres italiens de l'Intérieur